# Adam Bursa
Adam Stanisław Bursa (ur. 25 lutego 1908 we Lwowie, zm. 12 października 1990 w Ottawie, w Kanadzie) – polski i kanadyjski botanik, fykolog.

## Życiorys
Syn Aleksandra i Heleny z Wiśniewskich. Ukończył gimnazjum im. Seweryna Goszczyńskiego w Nowym Targu, w 1928 wyjechał do Krakowa, gdzie rozpoczął studia przyrodnicze na Uniwersytecie Jagiellońskim. Jako przedmiot główny wybrał botanikę. Specjalizował się w pracowni algologicznej pod kierunkiem prof. Jadwigi Wołoszyńskiej w systematyce glonów słodkowodnych, ogłosił wówczas pierwsze prace dotyczące glonów występujących w Tatrach. W marcu 1934 uzyskał tytuł magistra filozofii, dwa miesiące później został asystentem w Stacji Morskiej w Helu, został również stypendystą Funduszu Kultury Narodowej oraz członkiem Komisji Fizjograficznej Polskiej Akademii Umiejętności, Towarzystwa Naukowego we Lwowie, Polskiego Towarzystwa Botanicznego w Krakowie i kilku innych. W ramach otrzymanego stypendium w 1935 wyjechał do Norwegii, gdzie przez rok studiował systematykę organizmów nanoplanktonowych oraz systemy roślinnej produkcji mórz na Uniwersytecie w Oslo pod kierunkiem prof. Haakena Hasberga Grana i Trygve Baaruda. Po powrocie na Hel prowadził zajęcia dla studentów i nauczycieli gimnazjalnych. 
Podczas wybuchu II wojny światowej przebywał w Gdyni, gdzie ochotniczo zgłosił się do kosynierów broniących wybrzeża. Po upadku obrony Oksywia przedostał się do Krakowa, a następnie przez Tatry do Czechosłowacji, a następnie na Węgry, gdzie został internowany w obozie w Garani. Po ucieczce znalazł się w Budapeszcie, gdzie spotkał dr. Kazimierza Roupperta. Chcąc dołączyć do polskiej armii dotarł do Hercegszántó, gdzie dowiedział się o upadku Francji. Następnie podróżuje na wybrzeże Adriatyku i zatrzymuje się w Splicie, skąd przez Grecję i Bułgarię znalazł się w Turcji, skąd na pokładzie statku SS „Warszawa” popłynął do Palestyny. W styczniu 1941 dołączył do Brygady Strzelców Karpackich, walczył w obronie Egiptu pod Aleksandrią. W połowie 1942 z powodu problemów zdrowotnych trafił do szpitala, od 1943 za pośrednictwem Funduszu Kultury Narodowej został urlopowany na czas rekonwalescencji. Ponownie spotykał dr. Kazimierza Roupperta, który w Tel-Awiwie organizował Towarzystwo Przyrodników im. Mikołaja Kopernika. 
W 1943 został nauczycielem w polskim gimnazjum w Tel-Awiwie, ożenił się, a w 1944 urodził mu się syn. W 1945 przez Egipt został razem z rodziną ewakuowany do Wielkiej Brytanii, gdzie do przejścia do cywila w 1947 mieszkał pod Oksfordem. Od 1949 do 1951 był nauczycielem biologii w szkole w Hampton, następnie przez kilka miesięcy pracował w hucie szkła, aby móc zgromadzić fundusze na podróż do Stanów Zjednoczonych. W drugiej połowie 1951 dotarł do Nowego Jorku, początkowo pracował w fabryce wag, hotelu i jako wolontariusz w Haskins Laboratories. W wolnym czasie pisał pracę o bruzdnicy Woloszynskia. W 1952 przeżył brutalny napad, jego rodzina rozpadła się, a on sam przez wiele miesięcy został unieruchomiony w gipsie. W tym czasie napisał pracę o Prorocentrum, w 1953 zawarł kontrakt z Instytutem Arktycznym na badania nad nanoplanktonem Oceanu Arktycznego. Przez kilka miesięcy przebywał na Alasce, gdzie zebrał materiały, które w 1963 ukazały się na łamach „Arctic Journal”. 
W 1954 udał się do Montrealu w Kanadzie, gdzie zgodnie z kontraktem z McGill University otrzymał Carneggie McGill Grant na badania planktonu wód północnych. Rok później został pierwszym planktologiem zatrudnionym przez rząd Kanady w Fishersies Research Board of Canada, gdzie pracował do 1973. W 1958 ponownie się ożenił, w tym czasie pracował nad produkcją roślinną oceanów i wód słodkowodnych. 
W 1965 przyjechał do Polski, rok później obronił na Uniwersytecie Jagiellońskim doktorat, promotorem był prof. Roman Wojtusiak, a pierwszym recenzentem prof. Karol Starmach. Od 1973 mieszkał w Ottawie.